# ピッツバーグ・レーベルズ
ピッツバーグ・レーベルズ（Pittsburgh Rebels）は、1914年と1915年にペンシルベニア州ピッツバーグを本拠地として、フェデラル・リーグで活動していたプロ野球チーム。

## 球団史
チームは1913年にピッツバーグで創設され、当初マイナーリーグで活動していた球団だった。設立当初は、かつてピッツバーグにあったプロ野球チームと同じ「ピッツバーグ・ストージース」を名乗っていた。1914年は外野手のレーベル・オークスと投手エルマー・ネッツァーを中心としたチームで、ネッツァーはこの年自身初の20勝を挙げる活躍をしたが、他チームとの実力差から思うように勝ち星を延ばせず、同年はリーグ7位に終わった。
翌1915年は、前年シーズン途中にブルックリンから補強したフランク・アレンが活躍、アレンは1試合の無安打試合を含め23勝13敗の成績を挙げる。攻撃ではオークスの他に前年パイレーツにいたエド・コネッチーが.314、10本塁打を放ち、チームは接戦の末首位と0.5ゲーム差の3位でシーズンを終えた。同年のフェデラル・リーグ解散と共にチームは消滅、本拠地としていたエクスポジション・パークも後に解体され、跡地の一部は列車の操車場となった。

## 戦績
※順位は勝率による。
| 年度   | リーグ | 試合 | 勝利 | 敗戦 | 勝率 | 順位 | 監督                              | 本拠地              |
| ------ | ------ | ---- | ---- | ---- | ---- | ---- | --------------------------------- | ------------------- |
| 1914年 | FL     | 154  | 64   | 86   | .427 | 7位  | ドク・ゲスラー レーベル・オークス | Exposition Park III |
| 1915年 | FL     | 156  | 86   | 67   | .562 | 3位  | レーベル・オークス                | Exposition Park III |

## 所属した主な選手
- レーベル・オークス：外野手、監督兼任選手。メジャー実働は1909-1915年。通算打率.279。
- エルマー・ネッツァー：投手。通算69勝69敗、防御率3.15。
- エド・コネッチー：1915年パイレーツから移籍。打率.314、10本塁打を記録。

## 主な球団記録
打撃記録
- 通算安打数：339（レーベル・オークス）
- 通算本塁打：12（エド・レノックス）
- 通算打点数：157（レーベル・オークス）
- 通算盗塁数：49（レーベル・オークス）

投手記録
- 通算勝利数：38（エルマー・ネッツァー）
- 通算奪三振：266（エルマー・ネッツァー）
- 無安打試合：1915年4月24日（フランク・アレン）